# ヒューリック銀座数寄屋橋ビル
ヒューリック銀座数寄屋橋ビル（ヒューリックぎんざすきやばしビル）は、東京都中央区銀座4丁目にある建築物である。

## 概要
1996年3月、みずほ銀行（旧 富士銀行）系列の不動産会社である日本橋興業（2007年に、ヒューリックに商号変更）は銀座4丁目の晴海通りと銀座並木通りの交差点に面し富士銀行の支店などが入居していた「数寄屋橋富士ビル」を取得。2007年より、ルイ・ヴィトンが大型店の出店を計画して建替え計画が進んでいたが2008年末に断念。代わって、2009年3月にアパレルショップのGAPが旗艦店の進出を発表。新たなビルは2009年2月に着工し、2011年3月に竣工した。投資予定金額は63億円と報じられている。

## 建築
1階から4階まではGAPフラッグシップ銀座（2023年7月31日で閉店）、他4フロアと1階ATMコーナーはみずほ銀行銀座支店が賃借する。
カーテンウォールの外側に取り付けられた、銀座の柳をイメージしたアルミダイカストと、川面をイメージした青いガラスで構成されたファサードが特徴で、ダイカストは職人の手により1本1本曲げ加工が施されている。晴海通りと並木通りの交点の店舗出入口前には空地がとられ、歩行者の往来をスムーズにしている。都市ガスは引き込まれず、オール電化が採用された。
建て替えに際しては中央区の地区計画制度を利用し、容積率と高さの緩和を受けている。

## 周辺
地下2階で東京メトロ日比谷線ほかの銀座駅に直結し、西側は銀座クリスタルビル、北は塚本素山ビルに隣接する。
ヒューリックは本ビルのほか銀座地区にやヒューリック銀座ビル（銀座1丁目）、ヒューリック銀座7丁目ビル（旧 リクルートGINZA7ビル）、ヒューリック銀座二丁目ビル（メルキュールホテル銀座東京）、ニユートーキヨービル（建替中）など複数の物件を所有している。